# Yann Rolim
Yann Del Pino Rolim (* 15. März 1995 in Osório), kurz Yann Rolim oder nur Yann, ist ein brasilianischer Fußballspieler. Der Mittelfeldspieler steht bei Chapecoense unter Vertrag.

## Karriere
Yann spielte von 2012 bis 2014 beim EC Juventude in der viertklassigen Série D. Zur Saison 2014/15 erwarb das ROGON Sportmanagement über den brasilianischen Verein Barra FC (SC) die Transferrechte an Yann und verlieh ihn an den portugiesischen Erstligisten Vitória Setúbal. Am 21. Oktober 2014 debütierte Yann bei der 0:1-Niederlage gegen Vitória Guimarães in der Primeira Liga.
Zur Saison 2015/16 wurde Yann für ein Jahr an den deutschen Zweitligisten FSV Frankfurt verliehen, für den er am ersten Spieltag bei der 0:1-Niederlage im Heimspiel gegen RB Leipzig sein erstes Spiel absolvierte. Am 19. Februar 2016 erzielte er beim 3:1-Auswärtssieg gegen FC St. Pauli sein erstes Tor in der 2. Bundesliga. Nach der Spielzeit stieg er mit dem Verein in die 3. Liga ab.
Zur Saison 2016/17 wurde Yann für zwei Spielzeiten an den Karlsruher SC verliehen. Sein erstes Tor für Karlsruhe erzielte er am 32. Spieltag beim 1:0-Sieg gegen die SpVgg Greuther Fürth, als bereits feststand, dass er mit seinem Verein abermals in die 3. Liga absteigen würde.
Wegen des Abstiegs hatte sein eigentlich für zwei Jahre geschlossener Vertrag keine Gültigkeit mehr. Am 31. Juli 2017 wechselte Yann bis zum Ende der Saison 2017/18 auf Leihbasis in die dänische Superliga zum Aalborg BK. Anschließend wurde er an Chapecoense verliehen. Es schlossen sich weitere Leihen in seiner Heimat an. Nach Beendigung des Kontraktes mit Aalborg blieb er in Brasilien und spielt hier seitdem in unterklassigen Klubs.